# Reto Ziegler
Reto Ziegler, född 16 januari 1986 i Genève, Schweiz, är en professionell fotbollsspelare (försvarare) som spelar för FC Dallas.

## Karriär
Ziegler spelade sin första a-lagsmatch med Grasshopper-Club Zürich i januari 2002 och spelade 41 ligamatcher med laget innan han värvades av Tottenham två år senare. Han hade dock svårt att ta en ordinarie plats i Tottenham och lånades i olika omgångar ut till Hamburger SV, Wigan och Sampdoria. Sommaren 2007 lämnade han Tottenham efter att ha spelat 24 ligamatcher för klubben och flyttade till Sampdoria.

### Juventus
Den 26 maj 2011 blev Reto Ziegler klar för Juventus, vilket bekräftades på Juventus officiella hemsida. 

### Landslaget
Ziegler debuterade i det schweiziska landslaget i mars 2005 och gjorde sitt första landslagsmål i november 2008. Han deltog i sin första VM-turnering under VM 2010.

### Webbkällor
- Reto Ziegler på Soccerbase (engelska)